# Szaljut–7 (űrállomás)
A Szaljut–7 (oroszul: Салют–7) más jelzéssel DOSZ–5–2 1982-ben indított szovjet űrállomás volt. A Szaljut–6 programjának folytatásaként állították pályára a Szaljut-program utolsó tagjaként. Élettartama alatt 6 személyzetet fogadott, amelyek összesen 816 napot töltöttek a fedélzetén. Ezen az űrállomáson dolgozott az első francia űrhajós, az első indiai űrhajós és a második szovjet űrhajósnő is. Az állandó személyzetek új űrrepülési időtartamrekordokat is beállítottak.

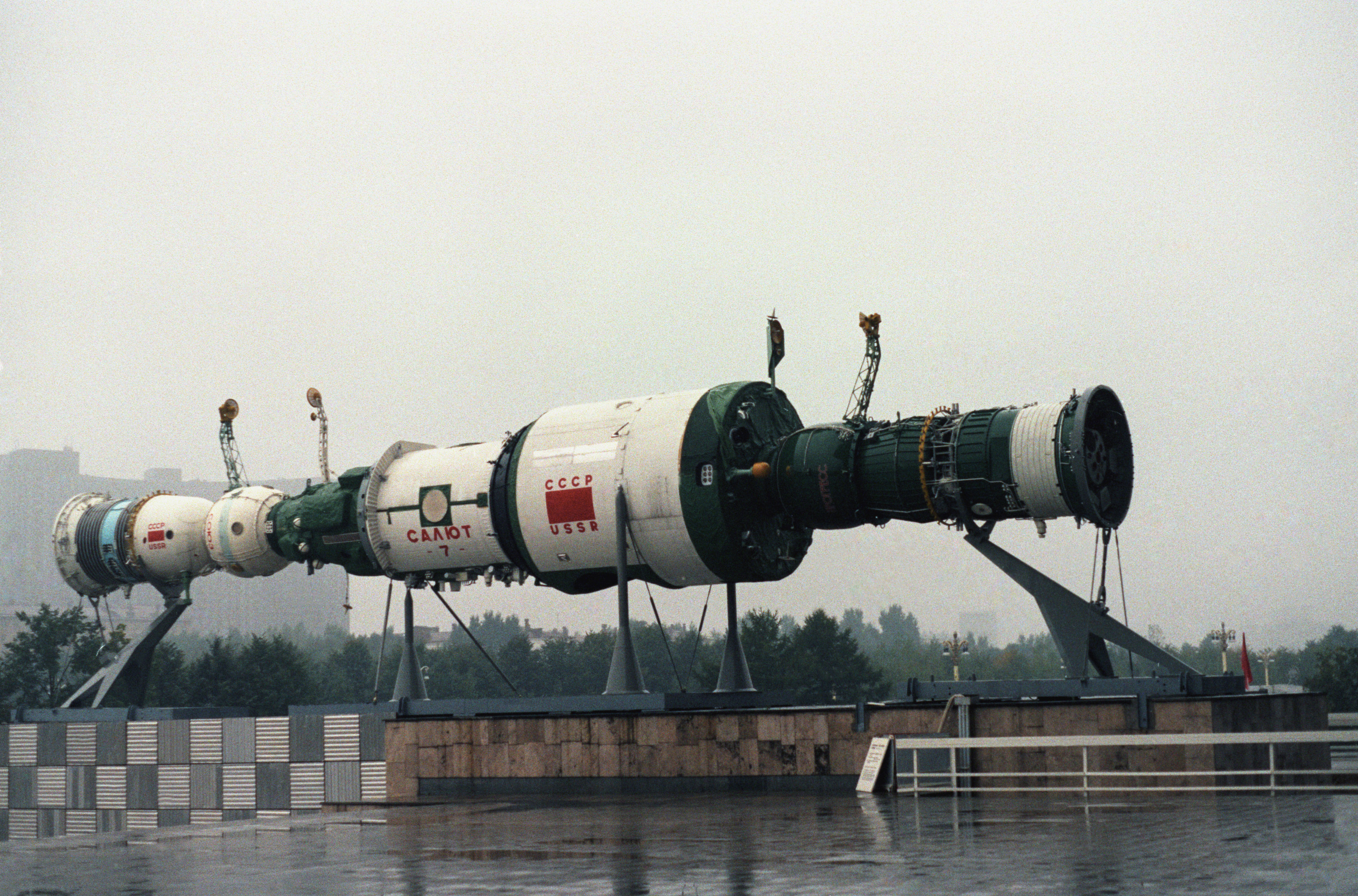
A Szaljut-7 modellje két Szojuz űrhajóval

Első (Iszkra–2) és második (Iszkra–3) alkalommal indítottak az űrállomás zsilipkamrájának segítségével műholdat.
1985-re kiderült, hogy a Szaljut–7 használhatatlan állapotban van, a kapcsolat megszakadt vele, a rendszerek fagyott állapotba kerültek. Mivel tartani lehetett tőle, hogy az amerikai Skylabhez hasonlóan irányítatlanul fog belépni a légkörbe és ott előre nem látható kárt okoz, elhatározták, hogy két tapasztalt űrhajóssal felméretik az űrállomás műszaki állapotát.
Vlagyimir Alekszandrovics Dzsanyibekov és Viktor Petrovics Szavinih a Szojuz T–13 fedélzetén 1985. június 6-án indultak el. A Szojuz–T13 két nap múlva ért a Szaljut–7 közelébe. Először a külső állapotát mérték fel, majd az új, lézeres dokkoló berendezéssel hozzákapcsolódtak. A kéttagú legénység oxigénmaszkban és melegen öltözve hatolt be az állomásra. A helyzetét úgy stabilizálták, hogy a napelemek a Nap felé nézzenek, és legyen energia a berendezések működtetéséhez. A legénység helyreállította az állomás életfenntartó rendszerét, de közben többször visszatértek a Szojuzra, hogy testüket felmelegítsék. A kommunikációs rendszert június végére sikerült helyreállítaniuk és kijelentették, hogy az űrállomás ismét üzemképes.
1985. június 23-án megérkezett a Progressz–24 teherűrhajó, ami további felszerelést és üzemanyagot szállított. A személyzet ekkorra már földmegfigyelő kísérleteket is végre tudott hajtani. A Koszmosz–1669 július 21-én dokkolt. A legénység augusztus 2-án ötórás űrsétát hajtott végre, melynek során újabb napelemtáblákat helyeztek el. A Koszmosz-1669 augusztus 28-án vált le, és ellenőrzött visszatérést hajtott végre a légkörbe két nappal később.
A Szojuz T–14 1985. szeptember 18-án csatlakozott az űrállomáshoz. Dzsanibekov, és a T14 egyik tagja, Georgij Mihajlovics Grecsko szeptember 25-én levált az állomásról a Szojuz T–13-mal és automatikus leszállást hajtott végre.
Ezután az új szovjet űrállomás, a Mir építése miatt már kevés űrhajós kereste fel a Szaljut–7-et. Repülése alatt két modult csatoltak rá, ezek a Koszmosz–1443 és Koszmosz–1686, amelyek katonai célra tervezett TKSZ űrhajók voltak. Az első modult biztonsági okokból még lakatlan állapotban kapcsolták az űrállomáshoz.
A Szaljut–7 egyik legfontosabb feladata a Mir moduláris űrállomáson használható technikák kipróbálása volt.
Az utolsó személyzet, amely meglátogatta, a Mir első személyzete volt, amely manőver egyben a Szojuz űrhajók manőverezési képességeit is demonstrálta.
A Szaljut–7 és a Koszmosz–1686 kísérleti modulegyüttes 1991. február 7-én lefékeződve irányítás nélkül tért vissza a Föld légkörébe, ahol szétesett, és darabjai Chile és Argentína lakatlan területeire zuhantak.

## Adatok
- Tömeg: 19 t;
- Lakott időtartam: 730 nap;
- Repülési idő: 3216 nap;

## Külső hivatkozások
- Az utolsó Szaljut: 25 éve startolt a Szaljut-7: 1. rész, 2. rész
- Szentesi György: Űrállomásbővítés – űrmodullal

| Elődje: Szaljut–6 | Szaljut-program 1971–1982 | Utódja: Program vége |